# TuS Lingen
TuS Lingen is een voetbalclub uit Lingen in de Duitse deelstaat Nedersaksen. De vereniging werd op 10 april 1910 opgericht. In 2014 promoveerde de club naar de Landesliga, en een jaar later naar de Oberliga. In 2016 had de club een schuldenberg van 120.000 euro en hoewel ze elfde werden in de Oberliga trokken ze zich vrijwillig terug naar de veel lagere 2. Kreisklasse.
In 2017 werd de club opgeheven na het uitgesproken faillissement in december 2016.

## Bekende (oud)spelers
- Henry Meijerman
- Michael Rensing
- Jürgen Röber
- Marcel Piesche